# Historia San Marino

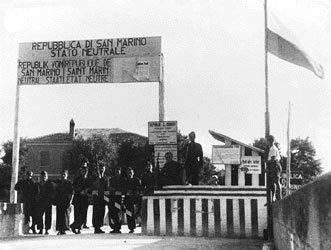
Granica podczas II wojny światowej

San Marino jest najstarszą nadal istniejącą republiką świata. W wyniku rzymskiego podboju Italii terytorium dzisiejszego państwa stało się na długi czas częścią starożytnego Imperium Rzymskiego. Około 301 roku n.e. święty Maryn wraz z grupą chrześcijan założył miniaturową górską republikę, prawdopodobnie aby uniknąć prześladowań ze strony feudałów. We wczesnym średniowieczu republika była w zależności lennej od książąt Spoleto, następnie w XII wieku się usamodzielniła, a w XIII wieku znów się uzależniła – od książąt Urbino.
W 1600 zostały wprowadzone rządy parlamentarne, co w konsekwencji w następnych wiekach doprowadziło do uznania niepodległości San Marino przez Napoleona Bonaparte w 1797. San Marino przetrwało okres napoleoński jako niezależne państwo, a jego suwerenność została potwierdzona na kongresie wiedeńskim w 1815. San Marino utrzymało swoją niezależność od Włoch również w okresie ich zjednoczenia. Ukrywali się tutaj bojownicy Garibaldiego.
W 1922 w San Marino powstała partia faszystowska, która w następstwie wyborów w następnym roku przejęła władzę w kraju. Mimo tego republika nie uczestniczyła w II wojnie światowej, a tylko przyjmowała uchodźców, m.in. Żydów. W 1943 upadły rządy faszystowskie i nastąpił okres rządów demokratycznych. Wielu mieszkańców republiki zasiliło szereg włoskiej partyzantki antyfaszystowskiej. W wyniku działań wojennych we Włoszech, miasto stało się ofiarą brytyjskich bombardowań które to przyniosły szkody oceniane na trzy miliardy lirów a także setkę ofiar. W kraju powszechny był głód a także choroby w tym gruźlica i gorączka tyfoidalna.
W 1945 w wyniku wyborów parlamentarnych władzę objęli komuniści sprzymierzeni z socjalistami, nowy rząd sprostał odbudowie kraju i wyciągnięcie go z nędzy. Koalicji udało się utworzyć system opieki socjalnej, zlikwidować epidemie chorób, uczynić San Marino krajem z najgęstszą na całym globie siecią dróg i założyć dwadzieścia kilometrów kanalizacji. Rząd znalazł nowe fundusze w m.in. turystyce (liczba turystów wizytujących małą republikę wzrosła z 200 tysięcy w 1949 do półtora miliona pod koniec lat 50.). W trakcie rządów koalicji odnotowano duży wzrost przemysłu, głównie zajmującego się ceramiką - od roku 1945 liczba warsztatów wzrosła z 68 do 537 w 1958, duży sukces odniesiono też we wzroście produkcji wina i zboża. Na skutek tego rząd zamykał budżet nadwyżką w wysokości aż czterystu milionów lirów. Dzięki nadwyżkom do wszystkich mieszkań w kraju doprowadzono wodę i elektryczność oraz wybudowano dziesiątki domostw. Lewicowy rząd na początku lat 50. wdał się w utarczki graniczne z Włochami które chciały w ten sposób zmniejszyć potencjał gospodarczy kraju płynący z turystyki.
Gdy 30 września 1957 roku na stronę opozycji antyrządowej przeszło pięciu deputowanych partii socjalistycznej co doprowadziło do zrównania w Wielkiej Radzie, sił opozycji i rządu do 30 na 30, w miejscowości Rovreta przy samej granicy z Włochami, chadecy powołali rząd rewolucyjny który zyskał uznanie konsula Stanów Zjednoczonych. Mimo braku poparcia międzynarodowego dla nowego rządu do San Marino wkroczyły wojska włoskie składające się z oddziałów regularnej armii i żandarmerii. Włosi w sile 12 000 żołnierzy a więc dywizji, wkraczając do San Marino zaopatrzeni byli w m.in. czołgi i transportery pancerne. Legalny rząd postawił w odpowiedzi w stan gotowości korpus żandarmerii i sformował uzbrojoną w dubeltówki, milicję ludową. Na skutek głodu który nastąpił w wyniku blokady kraju rząd San Marino ustąpił.
Na skutek interwencji włoskiego wojska w kraju z administracji zwolniono wszystkich zwolenników rządów a 29 deputowanych rządu utraciło mandaty, kilku z nich trafiło do więzienia. 27 działaczy (w tym kapitanowie regenci) trafiło pod sąd z zarzutami zdrady stanu. W wyniku serii bezpodstawnych oskarżeń, do dymisji poddał się sędzia najwyższy. Na więzienie a w praktyce roboty przymusowe skazani zostali dwaj regenci San Marino a także pięciu ich współpracowników.
Pucz doprowadził do kryzysu gospodarczego który w ciągu 23 miesięcy wyniósł dwa miliardy lirów. Przed wyborami tymczasowy rząd chadecki zakazał manifestacji i zebrań politycznych. Aby uniemożliwić lewicy wygranie w wyborach, rząd zreformował prawo wyborcze które dotychczas przysługiwało każdej osobie urodzonej na terenie państwa (w ten sposób 52% głosów pochodziło z zagranicy), na mocy reformy głos mogli oddać jedynie San Marińczycy mieszkający w USA. W rezultacie wybory w 1959 roku wygrali chadecy.
Od 1988 San Marino należy do Rady Europy, a od 1992 do ONZ. San Marino nie jest członkiem Wspólnoty Europejskiej, ale podlega części jej ustawodawstwa z powodu ścisłych związków politycznych i gospodarczych.